# Пуля-дура (песня)
«Пуля-дура» — песня украинской певицы Светланы Лободы, выпущенная 19 апреля 2019 года в качестве сингла на лейбле Sony Music Entertainment.

## Музыкальное видео
18 апреля 2019 года певица представила промо-тизер новой песни, в котором она танцует рядом с парой скелетов, при этом сама раздевается до тех пор пока от неё не остаётся один скелет. Пользователи сети сразу обвинили певицу в плагиате на видеоклип «Rock DJ» Робби Уильямса, в котором он также раздевается до скелета, а также «C’est dans l’air» Милен Фармер, в котором она также танцует со скелетами.
21 мая 2019 года представила трейлер клипа. 4 июня Лобода выпустила полноценный видеоклип. Клип был снят в Португалии, в частности в старинном Святилище Богородицы на мысе Эспишел. Режиссёром стала Нателла Крапивина, а оператором — Никита Городниченко. Действие происходит на Диком Западе, героиня Лободы всеми силами пытается соблазнить ковбоя. В клипе можно найти отсылки к таким фильмам как «От заката до рассвета» и «Ван Хельсинг». Скелеты, появляющиеся и на обложке и в клипе — референс на мексиканскую культуру Санта Муэрте.

## Награды и номинации
Видеоклип на песню одержал победу в категории «Женское видео года» на премии ЖАРА Music Awards в 2020 году, став пятой победой артистки на данной премии. Также видео получило номинацию в категории «Лучшее видео» на «Премии Муз-ТВ» в 2021 году, но проиграло «El Problema» Моргернштерна и Тимати. За исполнение песни Лобода была номинирована на премию «Виктория» в категории «Лучшая поп-исполнительница», а авторы Артём Иванов и Анатолий Алексеев в категории «Поэт года», однако все трое остались без статуэток, уступив соответственно Zivert и Михаилу Гуцериеву.

## Чарты
| Чарт (2019)                                | Высшая позиция |
| ------------------------------------------ | -------------- |
| Киев (Tophit City & Country Radio Hits)    | 12             |
| Москва (Tophit City & Country Radio Hits)  | 17             |
| Россия (TopHit City & Country Radio Hits)  | 8              |
| Россия (TopHit Radio & YouTube Hits)       | 7              |
| Россия (TopHit YouTube Hits)               | 12             |
| СНГ (TopHit Radio Hits)                    | 9              |
| Украина (FDR Top 40)                       | 32             |
| Украина (TopHit City & Country Radio Hits) | 11             |
| Украина (TopHit Radio & YouTube Hits)      | 3              |
| Украина (TopHit YouTube Hits)              | 3              |

| Чарт (2019)                                | Высшая позиция |
| ------------------------------------------ | -------------- |
| Киев (Tophit City & Country Radio Hits)    | 15             |
| Москва (Tophit City & Country Radio Hits)  | 19             |
| Россия (TopHit City & Country Radio Hits)  | 13             |
| Россия (TopHit Radio & YouTube Hits)       | 13             |
| Россия (TopHit YouTube Hits)               | 21             |
| СНГ (TopHit Radio Hits)                    | 12             |
| Украина (TopHit City & Country Radio Hits) | 13             |
| Украина (TopHit Radio & YouTube Hits)      | 20             |
| Украина (TopHit YouTube Hits)              | 10             |

### Годовые чарты
| Чарт (2019)                                | Позиция |
| ------------------------------------------ | ------- |
| Москва (Tophit City & Country Radio Hits)  | 78      |
| Россия (TopHit City & Country Radio Hits)  | 67      |
| Россия (TopHit Radio & YouTube Hits)       | 60      |
| Россия (TopHit YouTube Hits)               | 68      |
| СНГ (TopHit Radio Hits)                    | 60      |
| Украина (TopHit City & Country Radio Hits) | 106     |
| Украина (TopHit Radio & YouTube Hits)      | 29      |
| Украина (TopHit YouTube Hits)              | 29      |

## История релиза
| Регион | Дата           | Формат                      | Лейбл                    | Прим.  |
| ------ | -------------- | --------------------------- | ------------------------ | ------ |
| Мир    | 19 апреля 2019 | Цифровая загрузка, стриминг | Sony Music Entertainment | [ 39 ] |
| СНГ    | 19 апреля 2019 | Радиоротация                | Sony Music Entertainment | [ 17 ] |